# Мостонга
Мостонга је река у Бачкој, 70 km дуга лева притока Дунава. Ток је био дуг 92 km али је, због великих радова на току, скраћен и претворен у низ канала. Извире из мочварног предела поред засеока Ненадић код Сомбора и тече на југ паралелно са Дунавом.
Некада је Мостонга била много богатија водом и већа него данас. Често се изливала из корита и плавила имања становницима правећи велике штете.
Својевремено су се на Мостонги налазила толико велика острвца да се на њима у доба Арпадовића могла улогорити војска.
Још у касном средњем веку су се куће у Сомбору градиле на вишим деловима, а мостом преко Мостонге је био спојем владарев дворац са осталим делом Сомбора који је био прилично мочваран.
Финансијском помоћи бачко-калачког надбискупа Петра Варде корито Мостонге је продубљено да је постала пловна за бродове Забележено је да се још 1698. морао ојачавати мост.
Била је богата рибом.
На њој је направљено неколико канала који су је скратили. Највише је на њен ток утицала изградња Великог бачког канала 1802. након чека је престала бити пловна, чак се описује да је „нестала“. Данас је Мостонга тек нешто више од потока, а често пресуши. Свему томе је додатно допринела изградња канала Дунав—Тиса—Дунав.

### Велики бачки канал
Проласком кроз западну периферију Сомбора каналише се по први пут и постаје део Великог Бачког канала.

### Канал Дунав—Тиса—Дунав
Река даље наставља ка југу и Чичовима, мало низводније код Пригревице је каналисана наредних 25 km, пролази поред Дорослова и Српског Милетића те чини део канала Дунав—Тиса—Дунав.

### Оџаци
Северозападно од Оџака одваја се од Д-Т-Д канала, али је и даље каналисана. У овом делу река прави велике кривине, које почињу у Српском Милетићу а завршавају код Каравукова на делу који га одваја од Д-Т-Д канала.

### Канал Бачки Петровац-Каравуково
У овом делу Мостонга је директно повезана на други канал ка Дунаву, који почиње код Каравукова. Након Каравукова она постаје део канала Бачки Петровац-Каравуково канала те као таква пролази поред Дероња и Бача где се издваја од осталих канал још једном.

### Ушће
У крајњем делу и даље наставља на југ, раздваја се на два крака и ствара мали троугао на ушћу у Дунав. Иде ка мочварном терену Младенова, западно од Бачке Паланке и улива се код великог меандра Шаренградске аде.

## Специјални резерват природе Карађорђево
Специјални резерват природе Карађорђево налази се у југозападној Бачкој у близини села Младеново, на територији општина Бачка Паланка и Бач. Резерват обухвата две природне целине, које као еколошки коридор повезује Речица Мостонга. Прва целина налази се уз леву обалу Дунава и досеже до јужног руба села, док је друга око 2 км северозападно од села и пружа се ка путу Оџаци–Бачка Паланка.